# Georg Sabinus

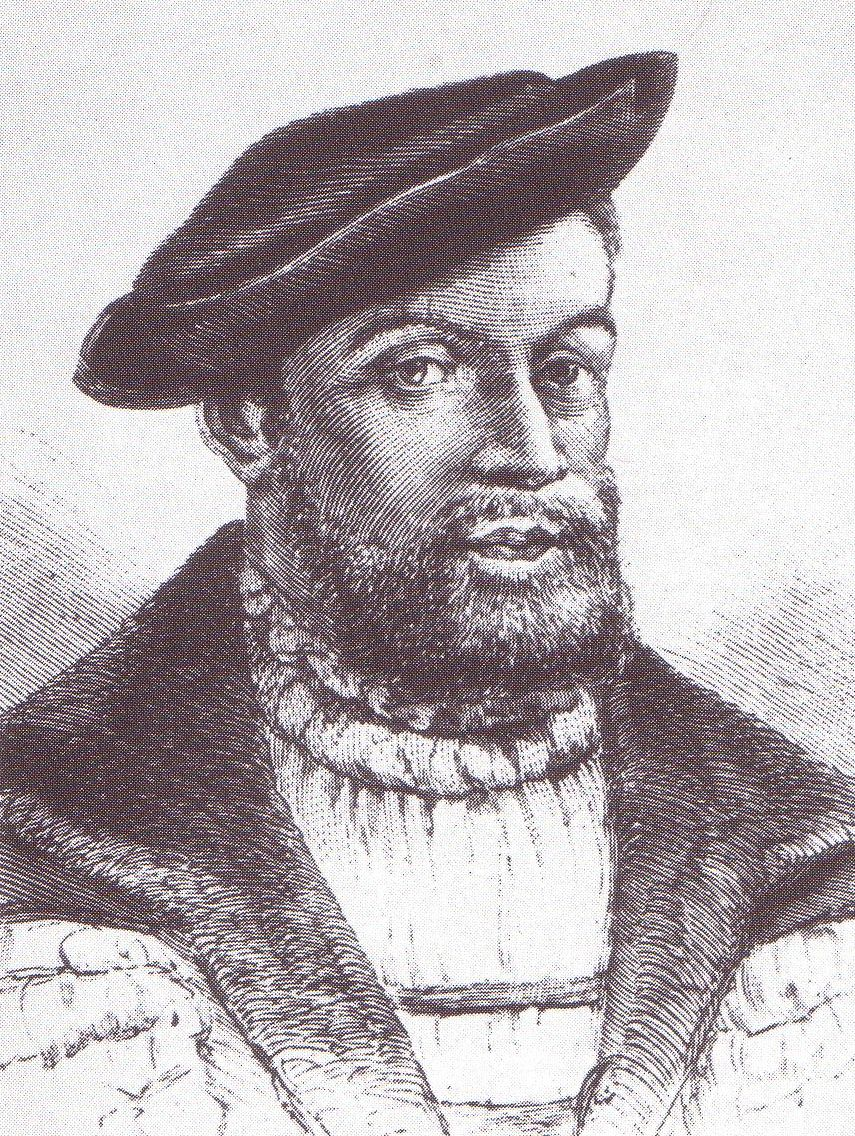
Georg Sabinus

Georg Sabinus (Brandenburg, 23 april 1508 - Frankfurt (Oder), 2 december 1560), oorspronkelijk Georg Schuler, was een Duits hoogleraar, diplomaat en Neolatijns dichter.

## Leven
Georg Sabinus werd in 1508 geboren in de stad Brandenburg in het gelijknamige markgraafschap, waar zijn vader tot de hogere burgerij behoorde. Vanaf 1523 of 1524 studeerde hij aan de Universiteit van Wittenberg, in het bijzonder bij Philipp Melanchthon, een van de meest vooraanstaande humanistische geleerden uit het Duitsland van de 16e eeuw. In het gezelschap van Melanchthon nam Sabinus deel aan de Rijksdagen in Speyer (1529), Augsburg (1530) en Regensburg (1541), waar hij kennis maakte met de machtigen van die tijd. In 1533 vertrok Sabinus voor een studiereis naar Italië en leerde in Padua Pietro Bembo (1470-1547) kennen, een vooraanstaand historicus, dichter en filosoof die in 1539 tot kardinaal werd benoemd.
Na zijn terugkeer in Duitsland huwde Sabinus in 1536 met Anna, de dochter van Melanchthon. Hij werd in 1538 benoemd tot hoogleraar in de dichtkunst en de retorica aan de Universiteit van Frankfurt (Oder) en in 1544 tot rector van de pas opgerichte Universiteit van Koningsbergen. In 1555 moest hij Koningsbergen weer verlaten wegens aanhoudende religieuze twisten op die universiteit. Hij nam vervolgens zijn oude leerstoel weer op aan de Universiteit van Frankfurt (Oder).  In deze periode vervulde hij vaak diplomatieke opdrachten in naam van de keurvorst van Brandenburg naar Polen en Italië.

## Werken
Sabinus is bekend geworden als Neolatijns dichter. Zijn bundel Poemata verscheen in 1538  in Straatsburg en later volgden verschillende vermeerderde herdrukken. De Poemata bestaan uit drie boeken met elegieën. Elegieën zijn gedichten in de elegische versvorm, dat wil zeggen een hexameter steeds gevolgd door een pentameter. Het verslag van zijn Italiaanse reis vormt het tweede boek van de Poemata. De overige elegieën variëren van een beschrijving van de intocht van keizer Karel V in Augsburg in 1530, aanmoediging aan de keurvorst bij zijn vertrek naar de strijd tegen de Turken, gelegenheidsgedichten voor hooggeplaatste personen als vorsten en prelaten tot briefgedichten aan Bembo. De in de elegieën voorkomende liefdeslyriek (in gedichten die de liefde tot zijn vrouw Anna bezingen) is slechts van beperkte omvang en behoort niet tot Sabinus’ beste werk.
Sabinus had grote bewondering voor de klassieke Latijnse dichters, in het bijzonder voor Ovidius, wiens invloed op Sabinus’ gedichten buitengewoon groot is. Zijn bewondering voor Ovidius was van dien aard dat hij wiens familienaam oorspronkelijk Schuler was, de naam Sabinus aannam naar een zekere Sabinus, van wie verder nauwelijks iets bekend is, maar die door Ovidius als vriend genoemd wordt. 
Verder schreef Sabinus nog epigrammen, historische dichtwerken over Duitse keizers en wat kleinere gedichten.